# Farmleigh

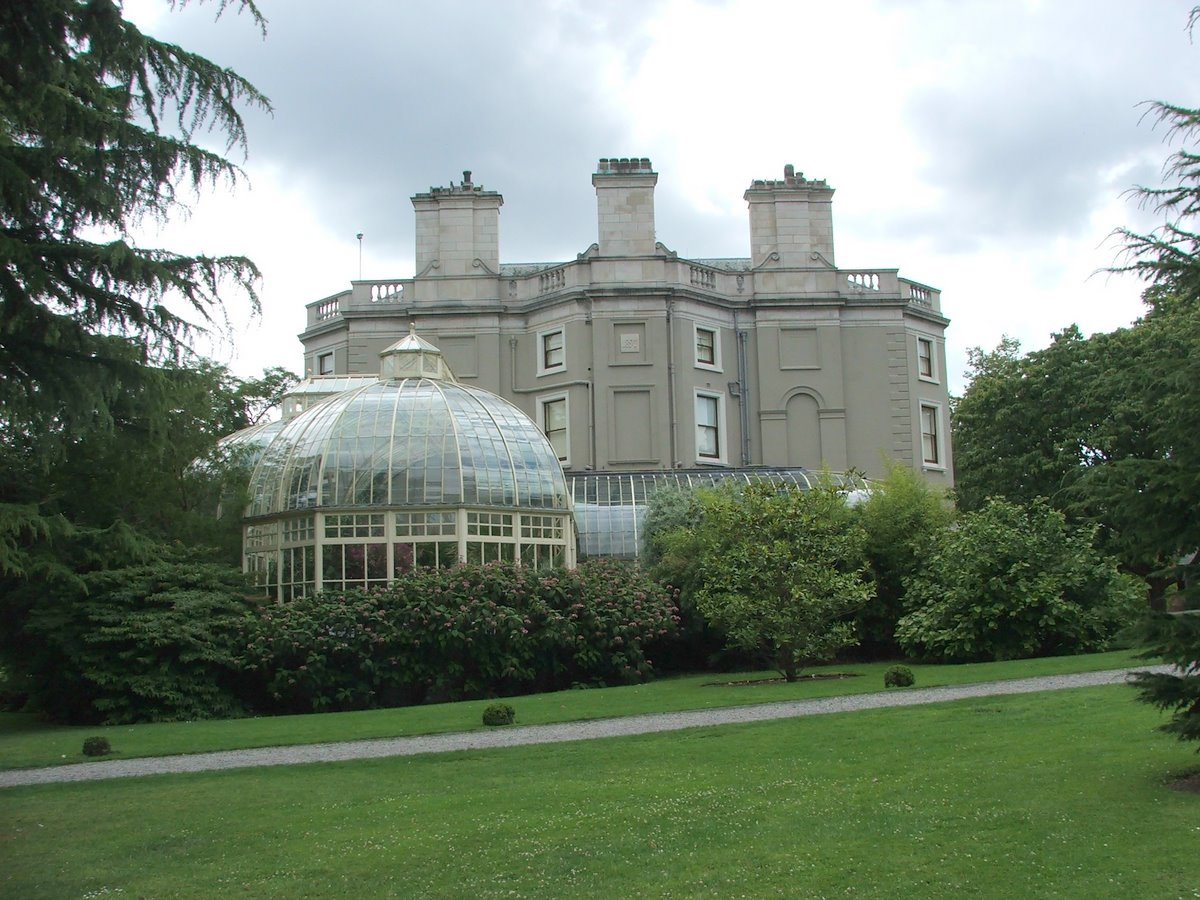
Casa con jardín de invierno.

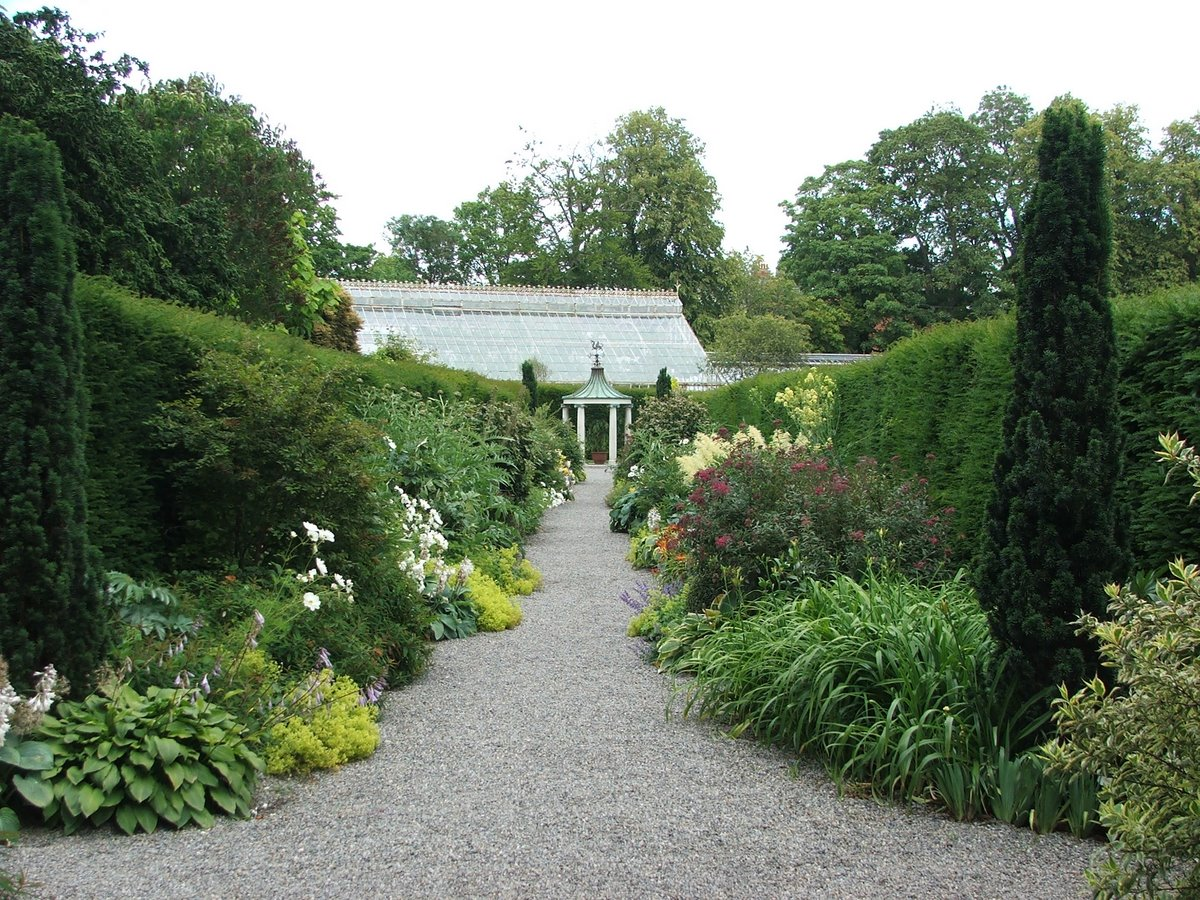
Jardín.

Farmleigh es en la actualidad, un casa-museo de la ciudad de Dublín. Está situada al noroeste de Phoenix Park y fue comprada por el Gobierno Irlandés a la Familia Guinness en 1999 por 29.2 millones de euros. La Casa fue cuidadosamente renovada por la Oficina de Obras Púbicas (OPW) para que fuera el alojamiento de dignatarios visitantes e invitados de la nación, para reuniones del Gobierno y para la diversión del público.

## Historia
Originalmente, era una pequeña casa georgiana construida a finales del siglo XVIII. Farmleigh fue adquirida por Edward Cecil Guinness (1847-1927) en su matrimonio con su prima Adelaide Guinness en 1873.
Edward Cecil, bisnieto de Arthur Guinness que fue el fundador de la fábrica de cerveza Guinness, se convirtió en el primer Conde de Iveagh en 1919.
La primera remodelación de la casa se realizó entre 1881 y 1884 y fue diseñada por el arquitecto James Franklin Fuller (1832-1925), que amplió la casa hacia el oeste, renovó la casa actual y añadió una tercera planta. En 1896 se añadió el salón de baile (Ballroom) que fue diseñado por el arquitecto escocés William Young (1843-1900).
En 1901 se añadió un nuevo Conservatorio que lindaba con el salón de baile y plantaron nuevas y exóticas plantas en sus jardines, así como nuevas cuadras para los animales. A principios del siglo XX, Farmleigh tenía todos los requisitos de una casa con estilo y construida para el ocio. La decoración interior va desde del estilo clásico al Jacobino, Louis XV, Louis XVI y Georgiano. Fue la residencia de los condes de Iveagh y sus familiares durante 123 años.

## La casa

### El Hall principal y la escalera
El Hall principal está compuesto por un conjunto de 6 columnas jónicas de mármol de Connemara. El estilo clásico continúa en las escaleras y el pasillo en el cual cuelgan unos soberbios tapices, del siglo XVII, tejidos en Bruselas que fueron adquiridos por Edward Guinness en 1884 en Londres.
Las lámparas de araña de Cristal de Waterford son réplicas de las arañas que Lord y Lady Iveagh regalaron a la Abadía de Westminster en su 900º aniversario en 1960.

### La Sala Oval
La Sala Oval fue probablemente la sala de bienvenida, pero en 1873 cuando Edward Cecil Guinness compró la casa, la entrada de la casa se trasladó a la parte sur de la casa, por lo que esta sala se convirtió en el vestidor de la mujer de Edward Cecil, Adelaide Guinness. El techo data del siglo XVII.

### La Biblioteca
La Biblioteca fue construida mediante la unión de dos salas en el siglo XVIII. Está hecha de paneles de roble australiano y tiene un estilo neo-jacobino. El tercer Conde de Iveagh, Benjamin Guinness (1937-1992) adquirió una colección única de libros y manuscritos entre los que se encuentran la primera edición de Jonathan Swift’s Gulliver’s Travels. Muchos de estos libros permanecen en la biblioteca de la casa como un préstamo de la familia.

### El Ballroom y el Conservatorio
El salón de baile de Farmleigh es un buen ejemplo del cambio de la arquitectura social. Estos espacios tan amplios permitían subrayar y establecer la posición social de cada uno. En el centro del salón hay una araña de cristal tallado del siglo XIX que fue adquirida especialmente para el salón de baile y es actualmente, un préstamo de la Familia Guinness. Se cuenta la leyenda que dice que el suelo de roble está hecho de barriles de la fábrica Guinness, pero es algo que nunca se ha confirmado.
Desde el Ballroom se accede al Conservatorio que se usó como una extensión del espacio de entretenimiento. Fue construido entre 1901 y 1902. Aquí crecían plantas y flores exóticas y han sido reintroducidas por la Oficina de Obras Públicas. A lo largo de todo el perímetro hay unos grifos de agua caliente que han sido restaurados. El mármol del suelo es el original y sigue el estampado tradicional del siglo XVIII.
La restauración del Conservatorio fue uno de los mayores problemas con los que se encontró la OPW (The Office of Public Works) en Farmleigh debido al estado tan deteriorado en el que se encontraba cuando el Gobierno Irlandés adquirió la casa. Se acristaló entero otra vez y se introdujeron nuevos soportes de metal. Como resultado, se estima que el Conservatorio se mantenga por lo menos durante los próximos 100 años.